# Jimmy Glazzard
Jim „Jimmy“ Glazzard (* 23. April 1923 in Normanton, West Yorkshire; † 1995) war ein englischer Fußballspieler. Der Stürmer wurde als Spieler von Huddersfield Town Torschützenkönig der First Division.

## Sportlicher Werdegang
Glazzard startete seine Erwachsenenkarriere als Amateurspieler bei Altofts Colliery und wechselte 1943 zu Huddersfield Town, wo er während des Zweiten Weltkriegs in der Kriegsmeisterschaft debütierte. Anfangs Mittelfeldspieler etablierte er sich Ende der 1940er Jahre als Mittelstürmer des Klubs, der regelmäßig im Abstiegskampf der First Division stand. Am Ende der Spielzeit 1951/52 verpasste er mit der Mannschaft als Tabellenvorletzter den Klassenerhalt, Glazzard blieb dem Klub treu und als Vizemeister hinter Sheffield United gelang der sofortige Wiederaufstieg. In der Spielzeit 1953/54 reüssierte er in der Sturmspitze und war mit 29 Saisontoren eine der Stützen der Mannschaft, die als Aufsteiger hinter den Wolverhampton Wanderers und West Bromwich Albion Tabellendritter wurde. Damit krönte er sich zudem zum Torschützenkönig, zudem rückte er in den Fokus der Football Association. Im März 1964 bestritt er ein Länderspiel für die B-Nationalmannschaft. In der Folge ließ seine Torgefahr jedoch nach und bereits zwei Jahre später beendete er mit dem Klub die Spielzeit erneut auf einem Abstiegsplatz.
Glazzard wechselte im Sommer 1956 innerhalb der First Division zum FC Everton, kam dort aber nicht zurecht. Bereits nach kurzer Zeit zog er zu Mansfield Town weiter, wo er im Sommer 1957 seine aktive Laufbahn beendete.